# Jan Hudec (politik)
Jan Hudec (8. července 1915 - ???) byl český a československý politik Československé strany socialistické a poslanec Sněmovny lidu Federálního shromáždění za normalizace.

## Biografie
K roku 1971 se profesně uvádí jako vedoucí oddělení ONV. Ve volbách roku 1971 tehdy zasedl do Sněmovny lidu (volební obvod č. 48 - Zábřeh, Severomoravský kraj). Ve Federálním shromáždění setrval do konce funkčního období, tedy do voleb v roce 1976.